# Josef Boum
Josef Boum II (* 23. September 1989 in Yaoundé; † 15. April 2024) war ein kamerunischer Fußballspieler.

## Karriere
Josef Boum kam in der kamerunischen Hauptstadt Yaoundé auf die Welt und begann hier mit dem Vereinsfußball.
In der Winterpause der Spielzeit 2009/10 einigte er sich mit dem damaligen türkischen Zweitligisten Mersin İdman Yurdu und wechselte in die türkische TFF 1. Lig. Hier eroberte er sich auf Anhieb einen Stammplatz im Profi-Team. Die Saison 2010/11 schloss er mit seiner Mannschaft als Meister der 1. Lig ab und erreichte so den direkten Aufstieg in die Süper Lig.
Nach dem Abstieg mit Mersin İY in der Saison 2012/13 verließ Boum den Verein und unterschrieb bei Kardemir Karabükspor. Dieser Wechsel ergab sich später nicht und so blieb Boum die Hinrunde der Saison vereinslos. Zur Rückrunde wechselte er zum Erstligisten Antalyaspor. Mit diesem Klub beendete er die Zweitligasaison 2014/15 als Play-off-Sieger und damit als letzter Aufsteiger. Am Saisonende erhielt er bei diesem Verein keine weitere Vertragsverlängerung.
Er starb im April 2024.

## Erfolg
Mit Mersin İdman Yurdu
- Meister der TFF 1. Lig und Aufstieg in die Süper Lig: 2010/11

Mit Antalyaspor
- Play-off-Sieger der TFF 1. Lig und Aufstieg in die Süper Lig: 2014/15